# Margery Stanton
Margery Stanton, död efter 1579, var en engelsk kvinna som avrättades för häxeri. Keith Thomas har beskrivit henne som det typiska offret för en häxprocess i England.
Margery Stanton var från Wimbish i Essex. Hon var en omkring sextio år gammal ogift kvinna som beskrivs som en fattig tiggare. Hon anmäldes för trolldom av sina grannar till domstolen i Chelmsford i augusti 1578. Flera grannar vittnade om att Stanton hade bett dem om allmosor. De som nekade henne välgörenhet hade ofta drabbats av olyckor, och de, deras familjemedlemmar eller tamdjur hade drabbats av sjukdomar som i vissa fall varit dödliga. De misstänkte därför att Stanton hade orsakat sjukdom med hjälp av trolldom som hämnd mot de som vägrat ge henne välgörenhet. 
Hon ställdes inför rätta samtidigt som tre andra: Elizabeth Francis, Alice Nokes och Ellen Smith, som alla dömdes till döden. Margery Stanton frikändes, eftersom domstolen inte ansåg bevisningen stark nog, men hennes fall har beskrivits som ett typiskt trolldomsmål.
En samtida pamflett utgavs om fallet, som beskrev hennes påstådda brott.  